# 중산초등학교 (울산)
중산초등학교(中山初等學校)는 대한민국 울산광역시 북구 중산동에 있는 공립 초등학교이다.

## 연혁
- 2017년 3월 1일 개교,초대 교장 정현옥 교장 취임,26학급 편성(학생 449명), 병설유치원 3학급(학생 70명)
- 2018년 3월 1일 30학급(특수1) 편성(학생 778명), 병설유치원 3학급(학생 67명)

- 2019년 3월 1일 47학급(특수1)편성(학생 1,079명), 병설유치원 4학급(특수1)(학생 68명)
- 2019년 9월 1일 청소년 비즈쿨 운영학교 지정(2년)
- 2019년 9월 1일 제2대 김영도 교장 취임
- 2020년 2월 14일 제 3회 졸업식 (학생 137명 총계 209명)
- 2020년 3월 1일 48학급 편성 (특수 1학급 포함 , 학생 1,247명)

## 졸업한 인물
2023년
- 김강임